# 斯圖爾特·羅伯特

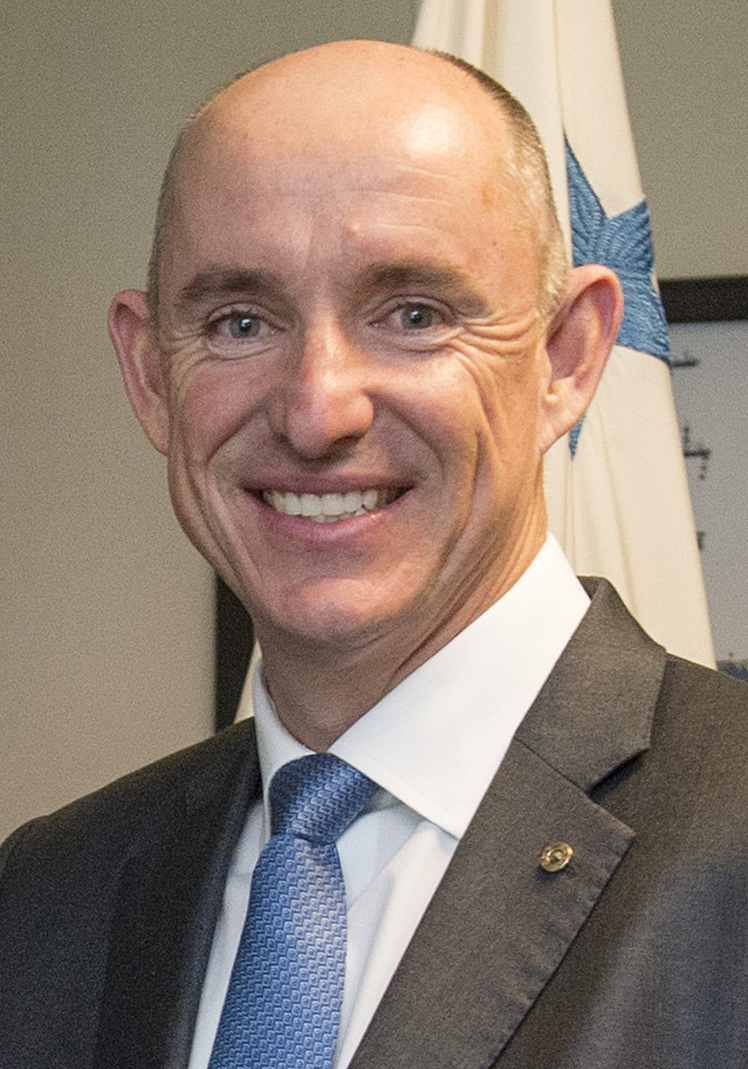

斯圖爾特·羅伯特（Stuart Robert，1970年12月11日—）是一位澳洲政治人物，他的黨籍是昆士蘭自由國家黨。自2007年到2023年，他是法登選區選出的澳大利亞眾議院的議員。他曾經擔任澳洲國防部副部長和政府服務部長。